# Ali Liebegott
Ali Liebegott (8 de agosto de 1971) é um escritora, atriz e comediante americana. Ela é mais conhecida por seu trabalho como romancista e escritora/produtora na série original da Amazon Transparent. Liebegott lecionou escrita criativa na Universidade da Califórnia, em San Diego, e no Mills College. Ela recebeu uma bolsa de poesia da Fundação para as Artes de Nova York. Ela é autora de The Beautifully Worthless; The IHOP Papers; e Cha-Ching!. Liebegott mora em Los Angeles e recentemente terminou seu quarto livro, The Summer of Dead Birds.

## Carreira

### Trabalho sem fins lucrativos
Liebegott foi diretora administrativa da RADAR Productions, uma organização sem fins lucrativos em São Francisco cuja missão é "dar voz a escritores e artistas inovadores queer e outsiders cujo trabalho reflete autenticamente as diversas experiências da comunidade LGBTQA". A RADAR Productions realizou um retiro anual de artistas queer, THE RADAR LAB, em Akumal, México, que Liebegott ajudou a fundar e administrar. Ela tem um longo relacionamento com pequenas editoras e produção de fanzines. Ela foi a editora fundadora da Writers Among Artists, que publicou duas antologias de arte e poesia: Faggot Dinosaur e Vincent Van Gogh.

### Escrita
Em 2005, Liebegott publicou seu primeiro livro, The Beautifully Worthless, pela Suspect Thoughts Press. Este épico moderno e queer sobre viagens de carro acompanha uma garçonete fugitiva e seu dálmata, Rorschach, pela América. Liebegott queria subverter o poema épico colocando uma mulher queer no centro do livro. The Beautifully Worthless é uma obra híbrida de poemas, cartas, listas e peças em prosa que formam uma narrativa.
Liebegott viajou extensivamente pelos EUA, incluindo uma turnê no Ramblin' Road Show do Sister Spit com sua amiga de longa data Michelle Tea. Viajar e a estrada aberta são temas recorrentes na obra de Liebegott, que muitas vezes fornece o contexto para explorar as experiências de viver à margem de perspectivas que vão além do privilégio masculino heterossexual. Quando questionada sobre a falta de histórias femininas de estrada na literatura contemporânea, Liebegott disse que não há falta de narrativas femininas de estrada, mas sim que não há editoras suficientes optando por imprimir essas obras.
O segundo livro de Liebegott, The IHOP Papers, é um romance sobre amadurecimento que acompanha uma garçonete queer problemática. A história se passa no início dos anos 1990 em São Francisco, durante a epidemia de AIDS. O romance ganhou o Prêmio Ferro-Grumley de Literatura LGBT em 2008 e o Prêmio Literário Lambda de Ficção Feminina.
Originalmente inspirada a escrever o terceiro livro de uma trilogia planejada (iniciada por The Beautifully Worthless e seguida por The Summer of Dead Birds), Liebegott viajou pelos EUA de trem entrevistando poetisas. O projeto se tornou The Heart has many Doors--, cujo título vem do poema de Emily Dickinson de mesmo nome. Trechos dessas entrevistas apareceram mensalmente no The Believer Logger. O segundo livro desta trilogia, The Summer of Dead Birds, "nunca viu a luz do dia" até que a Feminist Press o publicou em 2019.
Liebegott, cujo tio era um crupiê de blackjack, lançou seu romance Cha-Ching! em março de 2013, co-publicado pela City Lights e Sister Spit. Cha-Ching! acompanha uma lésbica lésbica chamada Theo que se muda de São Francisco para o Brooklyn e lida com vícios em jogos de azar, álcool e drogas.
Os animais frequentemente desempenham papéis significativos na obra de Liebegott. Ela cuidou de cães e gatos resgatados. A reimpressão de 2013 de The Beautifully Worthless foi dedicada a Rorschach, seu falecido cão, que inspirou o personagem do livro. Liebegott disse que seu sonho é ter uma fazenda cheia de animais resgatados. Em algum momento de 2011, ela resgatou um cachorro de rua do México e o levou de volta para São Francisco.

### Televisão e próximos trabalhos
Em 2014, Liebegott se juntou à equipe de roteiristas da série original da Amazon, Transparent, criada por Jill Soloway. Ela escreveu e produziu toda a série, que ganhou um prêmio Peabody e vários prêmios Globo de Ouro e Emmy, incluindo o Globo de Ouro de Melhor Série de Televisão - Musical ou Comédia.

#### Episódios deTransparent
- "Wedge" (2014)
- “Man on the Land” (2015)
- “Life Sucks and Then You Die” (2016)
- “Groin Anomaly” (2017)
- “Babar the Borrible” (2017)

O trabalho de atuação de Liebegott na televisão inclui papéis em Transparent, Maron e Ten Days in the Valley. Ela também faz standup em Los Angeles interpretando ela mesma e sua cadela, Flaca.
A coleção de poemas de Liebegott, The Summer of Dead Birds, foi publicada em 2019 pela Feminist Press. Ela também planeja terminar um romance que começou como um projeto ilustrado que inclui mais de trezentos desenhos feitos com caneta, tinta e aquarela. O projeto, sobre um alimentador de patos obsessivo pós-11 de setembro, foi iniciado em 2001 e é intitulado The Crumb People.
Liebegott é uma escritora de The Sex Lives of College Girls e é creditada por escrever o segundo episódio da primeira temporada.

## Prémios
Liebegott ganhou o Prêmio Ferro-Grumley de literatura LGBT de 2009 por The IHOP Papers. Ela ganhou dois prêmios Lambda Literary, nas categorias de Ficção de Estreia Lésbica por The Beautifully Worthless em 2006, e Ficção Lésbica por The IHOP Papers em 2008.
Em 2015, Liebegott e o restante da equipe de roteiristas receberam um prêmio Peabody pela segunda temporada de Transparent.

## Trabalhos
- The Beautifully Worthless (Suspect Thoughts, 2005; City Lights, 2013) ISBN 978-0-87286-571-6
- The IHOP Papers (Carroll & Graf, 2007)[7]
- Cha-Ching! (City Lights, 2013) ISBN 978-0-87286-570-9